# 阮玉嫻安
芳香公主阮玉嫻安（越南语：／；1832年8月2日—1854年4月6日），越南阮朝明命帝第四十一女，生母惠嬪陳氏勳。

## 生平
明命十三年七月七日（1832年8月2日），阮玉嫻安在順化皇城出生。嗣德四年（1851年），公主20歲，下嫁署總督黃文隱之子黃文班。嗣德七年三月九日（1854年4月6日），嫻安去世，享年二十三歲。嗣德帝追贈為芳香公主，諡慧和。葬於承天府香水縣安舊總安舊社。嗣德二十年（1867年），入祀展親祠。咸宜元年（1885年）秋，合祀親勳祠。
芳香公主育有二女。